# Nembináris nemi identitás

A nembináris büszkeség zászlaja, Kye Rowan 2014-es alkotása. A sárga a binaritáson kívül élő embereket, a fehér a többneműeket, a lila a nemek közti embereket, a fekete a nem nélküli embereket jelképezi.

A genderqueer büszkeség zászlaja, Marilyn Roxie 2011-es alkotása. A levendula az androgün és queer, a fehér az agender, a zöld pedig a binaritáson kívüli embereket jelképezi.

A transznemű büszkeség zászlaja

A transzneműség szimbóluma

A nembináris nemi identitás (angolul: non-binary, röviden: enby)  gyűjtőfogalom a transznemű spektrum olyan nemi identitásaira, amelyek nem kizárólag férfi vagy női identitások, azaz ezen a kétpólusú (bináris) felosztáson kívül esnek.
Korábban az angolból átvett genderqueer (ejtsd: [ˈdʒɛndɐkwɪə̯], queer gender: eltérő társadalmi nem) vagy gender-nonkonform megnevezés volt a használatos. (Utóbbit a hazai pszichológusok elsősorban a nemi önkifejezésre alkalmazzák.) A nembinárisságnak nincsen köze a biológiai nemhez vagy a nemi jelleghez[forrás?]; vannak interszex emberek is, akik nembinárisként azonosulnak.
A nemi identitás megkülönböztetendő a romantikus illetve szexuális orientációtól: ezek nembináris emberek esetében is éppoly különbözők és sokfélék lehetnek, mint bináris emberek (cisz- vagy transznemű nők és férfiak) számára.
A nembináris nemi identitás nem feltétlenül ismerhető fel egy személy megjelenésén vagy viselkedésén: a nembináris emberek a nemi identitásukat különböző módokon fejezhetik ki.
A nembinaritásba tartoznak azok az emberek is, akiknek a nemi identitása több nem (például a férfi és női) között mozog: ez a genderfluid identitás (fluid: folyadék angolul). Vannak továbbá olyan nembináris személyek, akik ideiglenesen vagy állandóan egy nemhez tartozónak sem érzik magukat: ebben az esetben agender (nemmentes) identitásról beszélünk. Ezeken túl is léteznek további fogalmak az egyes emberek saját nemének leírására. Nembinárisok lehetnek azok is, akik magukat egy harmadik nemhez tartozónak érzik – bizonyos országokban, például Németországban erre hivatalos törvényes lehetőség is van.
Az olyan nyelvekben, ahol a személyes névmásoknak nyelvtani neme van – mint például az angolban –, sok nembináris ember a nemsemleges névmás használatát preferálja. Angolul ez a leggyakrabban az egyes számú they.
A non-binary szót az Amerikai Egyesült Államokban vezették be az 1990-es években. A fogalmat 2010 óta egyre szélesebb körben tárgyalják a médiában. Egy 2020-as egyesült államokbeli, 50 000 diák részvételével készült felmérésben a válaszolók 3,7%-a azonosult nembinárisként.

## Definíciók és identitások
A németországi Szövetségi Családügyi Minisztérium Szivárványportálja (Regenbogenportal) szerint a nembináris nemi identitás általában nem testi adottságok, hanem az adott személy nemi érzésein alapul.
Arn Sauer politológus és a német Szövetségi Környezeti Hivatal (Umweltbundesamt) gender mainstreaming-ügyi munkatársa a Szövetségi Politikai Képzési Központ (Bundeszentrale für politische Bildung)) LMBTQI-lexikonjának (LSBTIQ-Lexikon) bevezetőjében a következőt írja:
„Az öndefiníciókat és önmeghatározásokat mindig el kell fogadni. Nem megkérdőjelezni kellene őket, hanem mint egy differenciált szexuális és nemi sokszínűség egy további részeként kellene őket felfogni.”
 A non-binary megnevezést az USA-beli National Center for Transgender Equality (NCTE) egy 2015-ös, 28 000 transznemű személy megkérdezésével lefolytatott felmérés során a következőképpen definiálta:
| (angolul) "Non-binary: This term is used by some to describe people whose gender is not exclusively male or female, including those who identify as no gender, as a gender other than male or female, or as more than one gender." | (magyarul)„Nembináris: Ezt a kifejezést olyan személyekre vonatkozóan használják, akik nem kizárólagosan férfiként vagy nőként azonosulnak, beleértve azokat is, akik semmilyen neműként nem azonosulnak, a férfitól és nőitől eltérő neműként azonosulnak, vagy egynél több neműként azonosulnak.” |
| | |

 A Kongresszusi Könyvtár 2017 óta a „gender-nonkonform személyek” (gender-nonconforming people) identifikátor alatt gyűjti a gender-variant, genderqueer, non-binary people témákat (lásd a 2018-as tanulmányt).
A 2021-es világszintű Gender Census felmérésen 44 500 „gender diverse“ válaszadó 33%-a jelölte meg a gender non-conformingot mint önmegnevezést (identity word). (A „gender diverse” címke alatt itt olyan emberek értendők, akiknek a nemi identitása nem illik bele tökéletesen a férfi/női binaritásba.)
Ezzel szemben a Regenbogenportal a „gender(non)konform“ fogalmat mint az adott nemre vonatkozó társadalmilag prevalens mintáktól való viselkedés- vagy megjelenésbeli eltérésként definiálja.

### Definíciók

#### Transznemű
A transzneműség egy általános ernyőfogalom (umbrella term), és beletartoznak a nembináris emberek is: a nembináris emberek, ha szeretnék, sorolhatják magukat a transzneműek közé. A német Gendersternchent használó transz* és inter* variánsok a nembináris és egyéb nemi identitásokat a csillag használatával hangsúlyozottan is magukba foglalják.
Egy 2015-ös amerikai transzneműek körében végzett felmérés során a 28 000 megkérdezett 35%-a azonosult non-binary/genderqueerként, és az ő 82%-uknak nem volt kifogása a „transznemű“ megnevezés ellen. A 2021-es Gender Census során 29% jelölte meg a transzneműt mint önmeghatározást, 34% a transzt és 13% a transz*-ot; 68% választotta a nembinárist.

#### Genderqueer
A genderqueer megnevezés kifejezi, hogy a viselője „különös módon” áll a nemekhez, és nem akar nőként vagy férfiként kategorizálva lenni. A 2021-es Gender Censusban a 44 500 megkérdezett 27%-a azonosult genderqueerként.

#### Genderfluid
A genderfluid emberek nemi önmeghatározása nem állandó, hanem időben változó (fluid). Ez jelentheti azt, hogy az identitásuk több nem között mozog, vagy azt is, hogy egyszerre több nemhez tartoznak. A 2015-ös amerikai transzneműek körében végzett felmérésben a megkérdezettek 20%-a azonosult a gender fluid / fluid megnevezéssel. A 2021-es világszintű Gender Censusban a válaszadók 23%-a választotta a genderfluid / fluid gender önmegnevezést, 7% a genderfluxot és 11% az androgyne-t.

#### Bigender
A magukat bigender (kétnemű) címkével megnevező emberek mind a férfi, mind a női nemmel azonosulnak, vagy mindkét említett nemhez tartozó elemeket egyesítenek magukban és önkifejezésükben. A 2021-es Gender Census válaszadóinak 4%-a azonosult bigenderként.

#### Trigender
Analóg módon a trigender (háromnemű) fogalom a férfi és női mellett egy harmadik nemmel való azonosulást is jelent: utóbbi lehet az említett két nem egy variációja, vagy fekhet a kétpólusú nemi spektrumok kívül is, sőt akár az az (ideiglenes) érzés is lehet, hogy az illető egyik nemhez sem tartozik. A 2020-as Gender Censusban csupán 0,1% választotta ezt a megnevezést, a 2021-es felmérésben a megnevezés már nem is szerepelt.

#### Pángender
Pángenderként („mindennemű”-ként) azon emberek azonosulnak, akik valamilyen módon egyszerre valamennyi nemhez tartozónak érzik magukat. 2020-ban a Gender Census válaszadóinak 0,2%-a azonosult pángenderként, 2021-ben a megnevezés már nem szerepelt.

#### Agender
Az agender (nem nélküli), gender-neutral (semleges nemű), neuter vagy neutrois megnevezéssel azok illetik magukat, akik egy nemmel sem azonosulnak, illetve vagy nincsen nemi identitásuk, vagy nem akarják, hogy legyen. Ugyanakkor a neutrois fogalom alatt érthető egy különálló semleges nem is. 2021-ben a Gender Census 44 500 válaszadójából 22% volt agender, 14% neutral, 3% neutrois és rund 16% genderless (nem nélküli).

#### Demigender
A demigender (félnemű) emberek részben egy nemmel azonosulnak, ezzel egyidejűleg azonban egy másik nemhez tartozónak is érzik magukat. Ehhez a fogalomhoz több alcsoport is tartozik: egy deminő (demigirl) csak részben azonosul nőként, és a nemi identitásának bizonyos részei más nemekhez tartoznak, vagy akár a genderfluid vagy agender kategóriákba tartozhatnak; hasonlóan beszélhetünk demiférfiról (demiboy). (A deminő és demiférfi fogalmak esetében az illető születési neme nem játszik szerepet.) 2021-ben a Gender Census válaszadói között 6% volt demigender, 7% demiboy és 9% demigirl.

#### Abináris
Az abináris (abinär) meghatározást a Nemi sokszínűség a foglalkoztatásban és munkában (Geschlechterdiversität in Beschäftigung und Beruf) című, 2020 végén megjelent tanulmányban javasolták. A tanulmány a német Szövetségi Diszkriminációellenes hivatal (Antidiskriminierungsstelle des Bundes) megbízásából készült.
| (németül) „Manche identifizieren sich mit einem binären Geschlecht als weiblich oder männlich, andere als weder weiblich noch männlich, als abinär oder jenseits des binären Geschlechtermodells. Mit dem Begriff abinäre Menschen bezeichnen wir Personen, die sich nicht oder nicht nur als Frauen* oder Männer* beziehungsweise nicht (nur) weiblich oder männlich identifizieren. Verbreitet ist auch die Selbstbezeichnung nichtbinär, die aber in der Wortbildung durch das Suffix ‚nicht-‘ die Abweichung von einer binären Norm als Moment des Fehlens oder Mangels zentriert, weswegen wir die positive Selbstbezeichnung abinär nutzen. Wir benutzen die Formulierung ‚inter*, trans* und (andere) abinäre Menschen‘, um kenntlich zu machen, dass inter* und trans* Menschen auch abinär sein können, aber nicht alle abinären Menschen inter* oder trans* sein müssen.“ | (magyarul)„Vannak, akik egy bináris nemmel – azaz nőként vagy férfiként – azonosulnak, és vannak, akik sem nőként, sem férfiként, hanem abinárisként avagy a bináris nemi modellen kívüliként. Az abináris emberek kifejezést olyan személyekre alkalmazzuk, akik magukat nem vagy nem csak nőként* vagy férfiként* illetve nem (csak) nőneműként vagy hímneműként azonosítják. Szintén elterjedt a nembináris megnevezés, amely azonban a ‘nem-’ előtag általi szóképzés révén a bináris normától való eltérést hiányosságként jeleníti meg. Ezért javasoljuk a pozitív abináris önmegnevezés használatát. Az ‘inter*, transz* és (további) abináris emberek’ megnevezést azért használjuk, hogy rámutassunk, hogy inter* és transz* emberek is lehetnek abinárisok, ugyanakkor nem minden abináris embernek kell inter*-nak vagy transz*-nak lennie.” |
| | |

Az „abináris” fogalmat már 2018-ban használta az Alsó-Szászországi Queer Hálózat (Queere Netzwerk Niedersachsen) az Abináris emberek a tanácsadásban (Abinäre Personen in der Beratung) című brosúrában.

### Önmeghatározások számokban
2020-ben az amerikai egyetemi hallgatók egészségével foglalkozó American College Health Association (ACHC) és National College Health Assessment (NCHA) diákszervezetek éves online felmérésében 50 300 diák vett részt, ez 14%-os válaszadási aránynak felel meg. A „milyen neműként jelöltek meg születéskor?” kérdésre a válaszadók 68,4%-a adta a „női”, 31,6%-a a „férfi” választ, további 19 válaszadó interszexuális volt. A „transzneműként azonosulsz?” kérdésre 1055-en adtak igenlő választ (2,1%). A nembinárisként azonosuló válaszadók 1844-en voltak, közülük 1046-an azonosultak transzneműként (56,8%). A nemre vonatkozó harmadik kérdés így szólt: „milyen megnevezést használsz a nemi identitásodra?”
| Megnevezés              | Szám   | %     | Nembináris  | %     |
| ----------------------- | ------ | ----- | ----------- | ----- |
| nő                      | 33 113 | 66,3% | 284         | 15,4% |
| transz nő               | 47     | 0,1%  | 47          | 2,5%  |
| férfi                   | 15 517 | 31,1% | 230         | 12,5% |
| transz férfi            | 114    | 0,2%  | 113         | 6,1%  |
| nembináris              | 588    | 1,2%  | 584         | 31,7% |
| genderqueer             | 157    | 0,3%  | 155         | 8,4%  |
| genderfluid             | 155    | 0,3%  | 154         | 8,4%  |
| agender                 | 79     | 0,2%  | 79          | 4,3%  |
| interszexuális          | 7      | 0,0%  | 6           | 0,3%  |
| nem szerepel a listán   | 195    | 0,4%  | 192         | 10,4% |
| Megkérdezett hallgatók: | 49 972 | 100%  | 1844 (3,7%) | 100%  |

 A globális Gender Census felmérést évente végzik el; a felmérés elindítója a walesi Cassian Lodge. A 2021-es kérdőívet 44 500 „gender diverse” válaszadó töltötte ki. A válaszadók mindössze 12%-a volt 30 évnél idősebb. A feltett kérdések egyike így szólt: „A következő angol kifejezések közül melyek írják le azt, ahogyan magadra gondolsz?” A 33 válaszlehetőségből a 10 leggyakoribb:
| Megnevezés                                | 2021   | < 31          | > 30          | 2020   | 2019   | 2018   | 2017  | 2016  | 2015  |
| ----------------------------------------- | ------ | ------------- | ------------- | ------ | ------ | ------ | ----- | ----- | ----- |
| nembináris (nonbinary)                    | 68,2%  | 69%           | 63%           | 66,4%  | 66,6%  | 60,6%  | 65,8% | 64,6% | 63,7% |
| queer (részben vagy teljesen)             | 48,0%  | 48%           | 50%           | 42,9%  | 43,0%  | 2,9%   | 0,3%  |       |       |
| enby                                      | 37,0%  | 38%           | 29%           | 31,5%  | 31,7%  | 24,5%  | 19,4% | 15,6% |       |
| transz (trans)                            | 33,5%  | 34%           | 29%           | 33,7%  | 36,6%  | 34,8%  | 30,1% | 34,8% | 31,1% |
| gender-nonkonform (non-conforming)        | 32,9%  | 34%           | 28%           | 29,0%  | 26,2%  | 1,1%   |       |       |       |
| transznemű (transgender)                  | 29,2%  | 30%           | 24%           | 29,0%  | 30,4%  | 27,9%  | 23,9% | 30,9% | 26,5% |
| genderqueer                               | 27,1%  | 26%           | 34%           | 25,9%  | 28,9%  | 30,8%  | 34,3% | 40,7% | 41,2% |
| genderfluid / fluid gender                | 22,6%  | 22%           | 24%           | 21,4%  | 21,0%  | 24,6%  | 27,9% | 30,8% | 31,2% |
| agender                                   | 22,3%  | 22%           | 24%           | 21,9%  | 23,5%  | 26,1%  | 33,1% | 30,9% | 31,4% |
| transzmaszkulin (transmasculine)          | 21,3%  | …             | …             | 19,3%  | 19,5%  | 18,8%  | 15,8% | 14,2% |       |
| Megkérdezett „gender diverse” válaszadók: | 44 583 | 88% (kor) 12% | 88% (kor) 12% | 24 576 | 11 242 | 11 278 | 9934  | 3055  | 2901  |
| a they (s. u.) névmást használják:        | 79,2%  | 80%           | 75%           | 77,5%  | 79,5%  | 77,4%  | 80,5% | 77,5% | 74,4% |

A válaszadók 20%-a választotta a „kételkedő / nem tudom” (questioning or unknown) válaszlehetőséget, 11% a „nő”-t, 10% a „lány”-t, 11% a „fiú”-t, 9% a „férfi”-t.
 A 2018-as Gender Censusban a preferált írásmódra vonatkozó kérdés is szerepelt: „nonbinary vs. non-binary“ – a válaszadók 45%-a támogatta az egybeírást, 28%-a pedig a kötőjeles írásmódot. A nembináris válaszadók között ezek a számok rendre 49% és 25%.
A magyarországi helyzettel kapcsolatban lásd ezt a táblázatot.

### Szótárak
A Merriam-Webster’s Dictionary amerikai szótárban az egybeírt változat szerepel:
| (angolul) "nonbinary (adjective) c): relating to or being a person who identifies with or expresses a gender identity that is neither entirely male nor entirely female" | (magyarul)„nembináris (melléknév) c): olyan személy, aki olyan nemi identitással azonosul vagy olyan nemi identitást fejez ki, ami sem teljesen férfi, sem teljesen női” |
| | |

Ebben a szótárban szerepel többek között a genderqueer és a gender-fluid szó is. Emellett a brit Oxford English Dictionary szótárban is szerepelnek hasonló nemi identitásokat leíró szavak.

## Szexuális identitás
A nembináris nemi identitás nem határozza meg az adott személy szexuális orientációját vagy szexuális identitását (utóbbi nem azonos a szexuális orientációval, hanem az adott ember identitásának a szexuális orientációra alapuló részét jelenti), és romantikus orientációját sem. Egy nembináris embernek ugyanúgy sokféle erotikus preferenciája és beállítottsága lehet, mint egy bináris nemű embernek, és lehet többek között heteroszexuális, biszexuális, leszbikus, meleg, queer, pán- vagy aszexuális.

## Történet

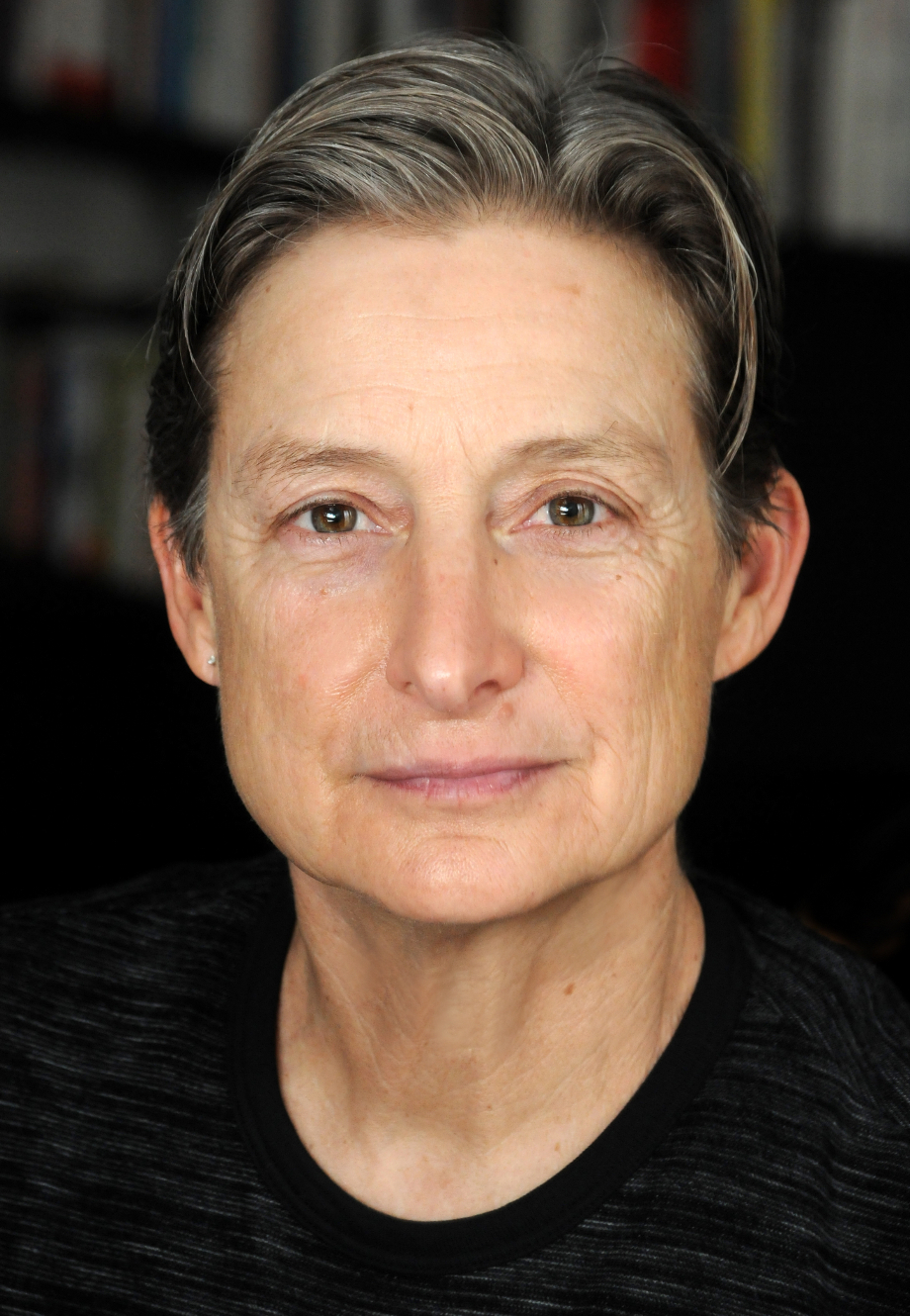
Judith Butler feminista filozófus 2013-ban

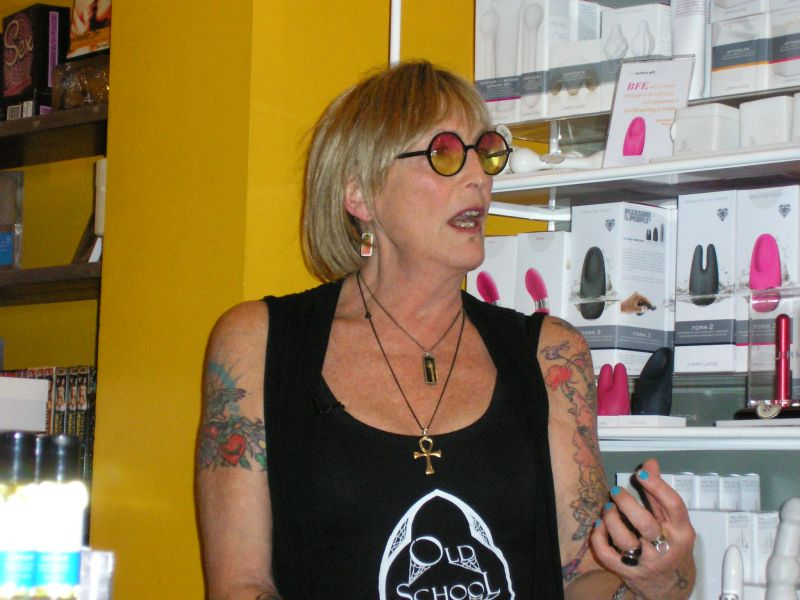
Kate Bornstein (1948) amerikai színész és író, női és gendersemleges névmásokat használ (2010-es fotó)

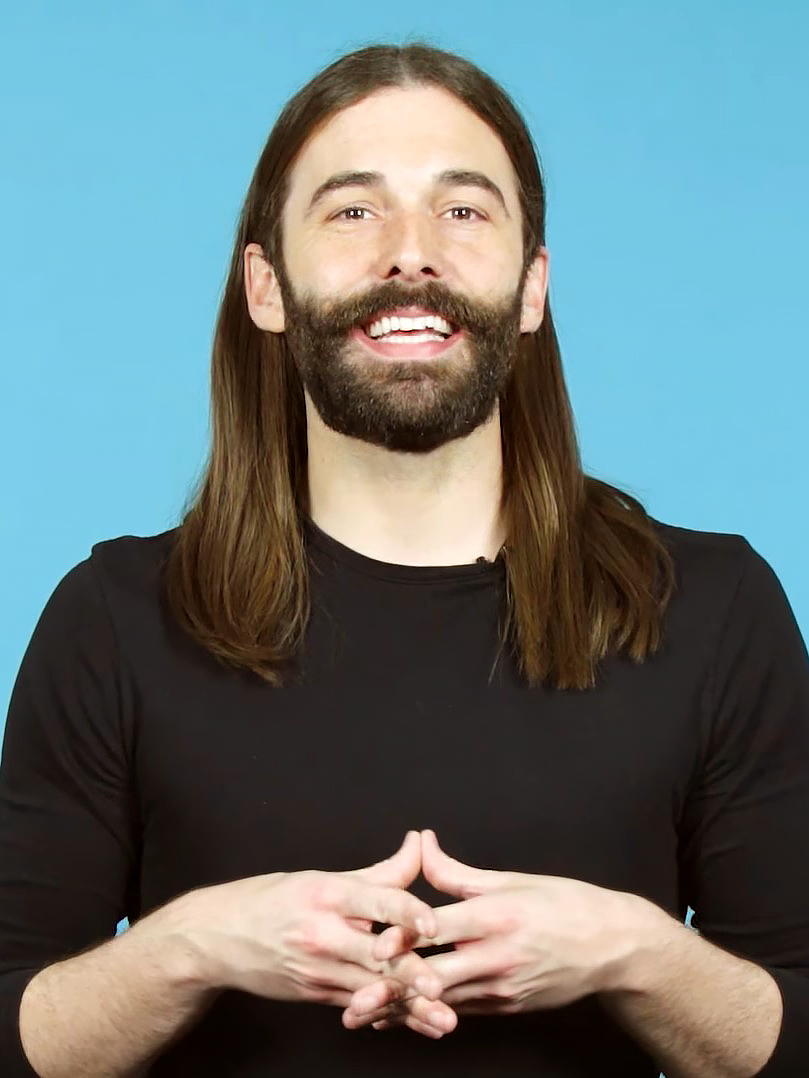
Jonathan Van Ness (1987) fodrász és podcaster 2019-ben jelentette be, hogy nembináris; továbbra is hímnemű névmásokat használ (2018-as fotó)

April Scarlett amerikai antropológus a hagyományos bináris nemi felosztást a 19. századra vezeti vissza: ekkoriban kezdődött meg a szexualitás orvosi vizsgálata.
1990-ben jelent meg Judith Butler amerikai feminista filozófus Gender Trouble című könyve: ebben a szerző mind a férfi/női nem természet általi adottságát, mind a kizárólagos bináris nemi felosztást megkérdőjelezte. A könyvet a következő sorokkal zárja:
| (angolul) "Cultural configurations of sex and gender might then proliferate […], confounding the very binarism of sex, and exposing its fundamental unnaturalness." | (magyarul)„ A nemek és társadalmi nemek megsokszorozódhatnak […], ezzel zavart hozva a nemek kétpólusúságába, és ezáltal rámutatva annak alapvető természetellenességére.” |
| | |

2019 óta Butler maga is nembinárisként azonosul.
1994-ben megjelent Kate Bornstein amerikai nembináris színész és író Gender Outlaw: On Men, Women, and the Rest of Us (kb. „Törvénytelen nem: férfiakról, nőkről, és a többiekről”) című könyve. 2010-ben megjelent Bornstein új könyve Gender Outlaws: The Next Generation (kb. „Törvénytelen nem: a következő generáció”) címmel.
A „genderqueer” szó az 1990-es évek közepén jelent meg angol nyelvterületen; bevezetését gyakran Riki Wilchins amerikai transzaktivistával hozzák összefüggésbe, különösen azért, mert Wilchins társszerkesztője volt a 2002-ben megjelent GenderQueer: Voices from beyond the Sexual Binary című cikkgyűjteménynek.
A fogalmat Wilchins már 1995-ben használta az In Your Face című hírlevélben: itt a heteronormatív szexuális szerepek és a diszkriminatív nemi szerepek ellen érvelt.
Wilchins maga is genderqueerként azonosul;
aktivistaként továbbra is aktívan publikál: 2017-ben jelentette meg saját cikkgyűjteményét Burn the Binary! („Égessük el a binaritást!”) címmel.
Jim Sinclair 1997-ben jelentette be, hogy nemsemlegesként azonosul. Sinclair interszexuális és autista, a neurosokszínűség-mozgalom alapítójaként lett ismert. (Ez a mozgalom a neurológiai kisebbségek jogai illetve a neurológiai sokszínűség mellett áll ki.)
1973-ban – tehát jóval a nembinaritás fogalmának 1990-es évekbeli bevezetése előtt – jelent meg a The Rocky Horror Show című musical; ennek főszereplője, Dr. Frank N. Furter transzvesztita. Richard O’Brien, a musical szerzője már korán transzneműként azonosult, utóbb pedig magát a nemek között állóként jellemezte, inkább egy harmadik nemhez tartozóként. 2013-ban O’Brien a BBC-nek így nyilatkozott: „Úgy gondolom, nagyjából 70%-ban vagyok férfi, 30%-ban nő.” Ismert sztárok és színészek, például Sam Smith (2017) és Elliot Page (2020) coming outjai nemzetközi figyelmet irányítottak a nembinaritásra.
Japánban az ezredforduló óta használatban van az „X-gender“ (x-jendā) kifejezés, amit a férfi és női kategóriákon kívüli nemi identitás önmeghatárózására lehet alkalmazni. Például Yūki Kamatani és Yuu Watase mangarajzolók azonosulnak X-genderként.
Németországban 2013 óta a születési anyakönyvi kivonat nemre vonatkozó mezöje üresen hagyható, ha az újszülött nem kategorizálható egyértelműen fiúként vagy lányként. Az országban 2018 óta létezik a jogi lehetőség a hivatalos dokumentumokon a „divers” mint harmadik nem választására; 2019 óta erre Ausztriában is van lehetőség (lásd lejjebb).

## Elterjedtség
2011-ben a brit Equality and Human Rights Commission (Esélyegyenlőségi és Emberi Jogi Bizottság) által az Egyesült Királyságban végzett felmérésen a 10 000 válaszoló mintegy 0,4%-a nem egyértelműen férfiként vagy nőként írta le magát (in another way).
Egy 2015-ös flandriai felmérésben a férfi válaszadók 2,2%-a és a nők 1,9%-a sorolta magát a gender ambivalent kategóriába: ez azt jelenti, hogy különböző mértékben azonosultak a saját és a másik nemmel.
Az Amerikai Egyesült Államokban a National Center for Transgender Equality (NCTE) által végzett nemzeti szintű, nyitott részvételű online felmérésen a válaszadók 35%-a identifikált nembinárisként (non-binary/genderqueer); az ő 82%-uk teljesen vagy részben egyetértett (very comfortable or somewhat comfortable) önmaguk „transzneműnek” nevezésével vagy semlegesen állt hozzá (neutral).
 2018-ban egy Minnesota államban 81 000 egyetemi hallgató részvételével készült kutatásban 2170 válaszadó (2,7%) vallotta magát transgendernek vagy gender nonconformingnak.
„Gender nonconforming”-ként (ez hivatalos LCCN-megnevezés is) azon személyeket definiálták, akiknek a nemi önkifejezésük nem követi a sztereotíp férfiasság/nőiség konvencióját, függetlenül attól, hogy az illető transzneműként azonosítja-e magát.
Ezzel szemben a válaszadók 97,3%-a ciszneműként (a születéskor adott nemmel egyezően) azonosult.
Egy egy évvel korábbi amerikai tanulmány a transznemű emberek arányát a 13–24 évesek között 0,7%-ra, az idősebbek között 0,5–0,6%-ra becsülte: ezek a becslések abszolút számokban körülbelül 1,55 millió transznemű amerikait jelentettek.
Egy 2019-ben a kanadai Hamilton nagyvárosban two spirit és LMBT-embereken végzett mintán végzett kutatásban a 906 válaszadó közül 164-en nevezték magukat nembinárisnak (18%).
 2019 elején az American College Health Association (ACHC) és a National College Health Assessment (NCHA) amerikai egyetemi diákok egészségével foglalkozó szervezetek egy online felmérésében 50 300 diákból 1844-en (3,7%) voltak nembinárisak; a válaszadók 2,1%-a mondta magát transzneműnek, köztük a nembinárisok 57%-a. (Lásd a táblázatot).
Német nyelvterületről nem állnak rendelkezésre megbízható számok a nembinárissággal kapcsolatosan. Ez részben azért van, mert korábbi felmérésekben nem tettek különbséget bináris és nembináris transzneműek, illetve interszexuálisok között. A 2016-os németországi ZEIT-Vermächtnisstudie felmérésben 3104 válaszadó (3,3%) mondta, hogy „vagy eltér a neme a születéskor kijelölttől, vagy nem definiálja magát nőként vagy férfiként” („entweder ein anderes Geschlecht zu haben als bei ihrer Geburt zugewiesen oder sich schlicht nicht als weiblich oder männlich zu definieren”). A teljes német népességre vetítve ez közel 2,5 millió embert jelent.

Magyarországon a Transvanilla Transznemű Egyesület 2014-ben végzett TransCare néven online és papír alapú felmérésen 253 válaszadó vett részt, őket az egyesület offline rendezvényein résztvevők illetve az egyesület online megjelenését követők közül kerültek ki. A válaszadók nemi identitás szerinti megoszlása a következő volt:
| Nemi identitás                                                                         | Szám | %     |
| -------------------------------------------------------------------------------------- | ---- | ----- |
| nő                                                                                     | 73   | 28,8% |
| inkább nő                                                                              | 27   | 10,7% |
| transz* nő                                                                             | 21   | 8,3%  |
| férfi                                                                                  | 63   | 25,0% |
| inkább férfi                                                                           | 21   | 8,3%  |
| transz* férfi                                                                          | 13   | 5,1%  |
| mindkettő nemű                                                                         | 11   | 4,3%  |
| egyik sem                                                                              | 6    | 2,4%  |
| nem akarja eldönteni                                                                   | 7    | 2,8%  |
| nem tudja                                                                              | 5    | 1,9%  |
| egyéb (genderqueer, harmadik nemű, genderfluid, agender-transzmaszkulin transz* férfi) | 6    | 2,4%  |
| Válaszadó transz* emberek:                                                             | 253  | 100 % |

Az International Sex Survey 2022-ben publikált adatai alapján a felmérés közel 12 000 magyarországi kitöltőjének 1,2%-a jelölte meg, hogy a nő-férfi binaritással nem jelölhető nemmel azonosul.

## Jogi helyzet

Nembináris illetve harmadik nem jogi elismertsége a világon:
szabadon választható nembináris/harmadik nem
interszex emberek számára választható
interszex emberek számára kötelező, adott esetben választható
interszex emberek számára kötelező
nincs jogi elismertség vagy nincs adat

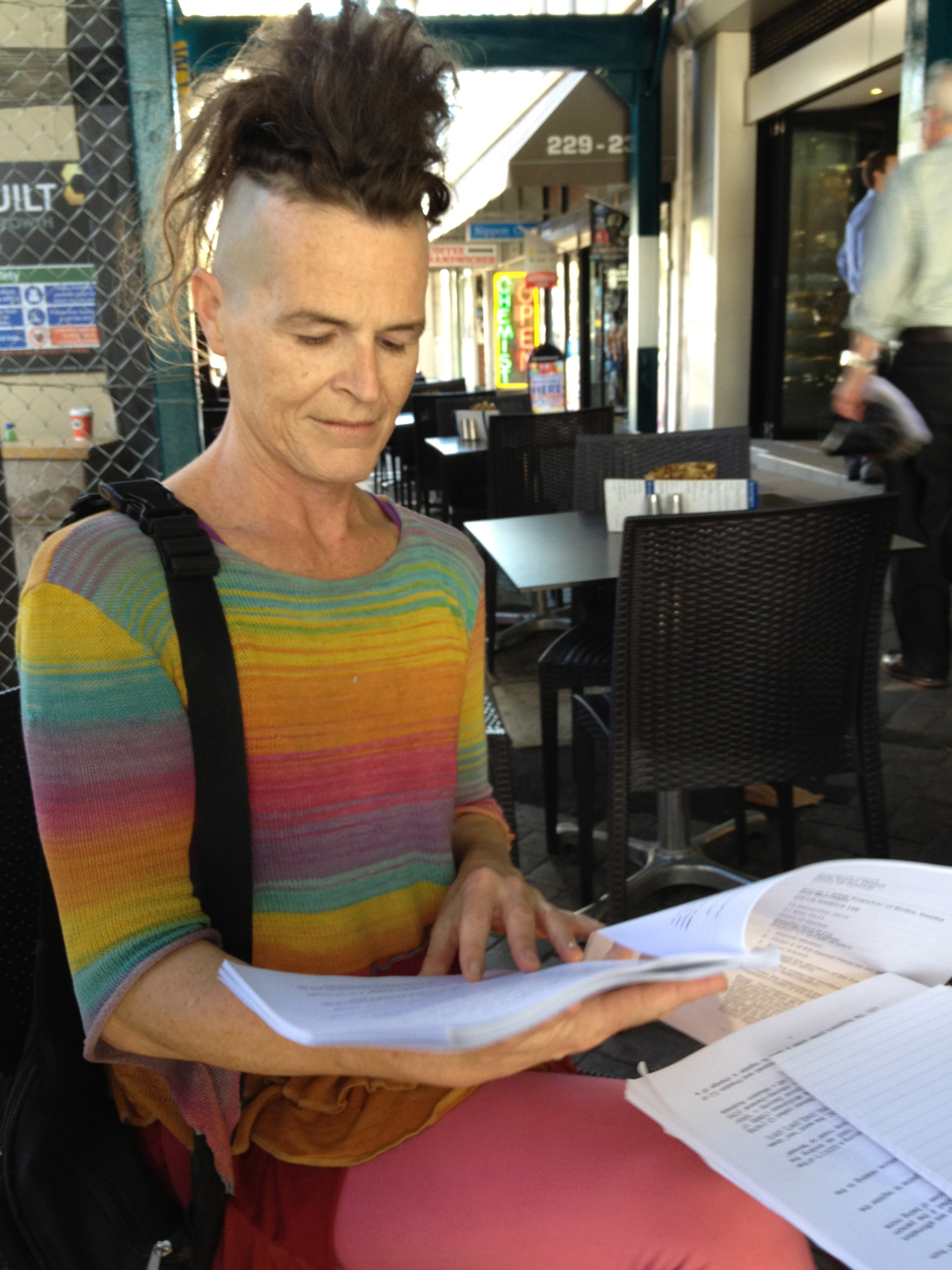
Norrie May-Welby 2013-ban Ausztráliában bírósági úton érte el az okmányokon a nem meghatározott (non-specific) nem megadásának lehetőségét: a képen a Legfelsőbb Bíróság ítéletét olvassa

Számos nembináris ember a mindennapokban a bináris normákhoz való alkalmazkodás végett úgy fejezi ki az identitását, hogy az a születéskor adott nemével egyezzen.
A 2010-es évek óta mind a nembináris nemi identitásokkal kapcsolatos tudatosság, mind az ezekkel szembeni elfogadás növekszik.
Ez egyrészt visszavezethető a nembinaritás közösségi médiában való megjelenítésére, másrészt a hagyományos médiákban megjelenő prominens személyek (például Elliot Page) nyilvános előbújásaira, harmadrészt pedig a nembinaritást vizsgáló rendszerszintű kutatásokra.
A világ 20 országában van jogi lehetőség a harmadik nem használatára (2021-es adat). 
Számos kultúrában komoly hagyománya van a bináristól eltérő társadalmi nemeknek, ez ugyanakkor csak kevés esetben jelent jogi elismertséget vagy a diszkrimináció elleni védelmet.

### Okmányok: nem üresen hagyása vagy „divers” használata
Németországban 2013 vége óta az olyan újszülötteknél, akik nem kategorizálhatók egyértelműen a férfi vagy női nem valamelyikébe (lásd interszexualitás), a vonatkozó okmányokon a nemre vonatkozó rubrikát üresen kell hagyni.
Ezt megelőzően, 2012 februárjában a Német Etikai Tanács (Deutscher Ethikrat) javasolta a szövetségi kormánynak a férfi és női mellett a „másfajta” („anderes”) opció bevezetését. Michael Wunder pszichológus és az Etikai Tanács tagja így kommentálta a törvénymódosítást: 
| (németül) „Kein Eintrag sieht aus wie kein Geschlecht. Intersexuelle Menschen haben aber natürlich ein Geschlecht – ein anderes, was aber ganz unterschiedlich sein kann.“ | (magyarul)„Az üresen hagyás úgy néz ki, mintha az illetőnek nem lenne neme. Az interszexuális embereknek viszont természetesen van nemük – egy másfajta, ami viszont nagyon sokféle lehet.” |
| | |

A törvénymódosítás kapcsán érdekvédelmi csoportok, például a Zwischengeschlecht.org, abbéli aggodalmuknak adtak hangot, hogy a szülők műtéti beavatkozásokat preferálnának azzal szemben, hogy a gyereküknek ne legyen neme.
2018 végén a Personenstandsgesetz 45. §-ának módosításával jogi elismerést kapott a „divers” mint új nemi kategória olyan állampolgárok számára, akik sem férfiként, sem nőként nem azonosulnak; ez a lehetőség független a biológiai nemi jellegtől.
Ennek előzménye a Szövetségi Alkotmánybíróság azon döntése (2017. október), amelyben egy interszexuális személy panaszának helyt adva megállapította, hogy a bináris nemi modellen kívül levők számára is lehetséges kell legyen egy pozitív, azaz nem üresen hagyott nem megadása.
Az, hogy az újonnan bevezetett „divers” opció kik számára érhető el, először nem volt egyértelmű, míg a törvényhozás 2020-ban nem rögzítette, hogy ennek választására a Personenstandsgesetz alapján csak interszexuális embereknek van lehetősége.
Nembináris nemi identitással rendelkező embereknek ezzel szemben először egy a Transsexuellengesetz által rögzített eljárást kell követniük, amin keresztül szintén lehetőségük van a nemüket „divers”-re változtatni. 2020 májusában ezzel a szabályozással szemben alkotmányjogi panaszt nyújtottak be.
Ausztriában 2019 eleje óta megalapozott esetekben van lehetőség a nemre vonatkozó bejegyzés „divers”-re való módosítására.

### Jogi korlátozások
A Vice életmódmagazinban 2019 decemberében jelent meg egy cikk, ami rámutatott, hogy még azokban az országokban is, amikben van lehetőség az okmányokon a harmadik nem használatára, a nembináris embereket a nyilvántartásban nőként vagy férfiként szerepeltetik; ez alól kivételt képez Málta és Dánia.
Az adatok ilyen kezelése jogi korlátokhoz vezethet. Ez megnyilvánulhat a házasság terén olyan országokban, amik csak férfi és nő közti házasságot engedélyeznek, problémát jelenthet más országokba való beutazáskor.

## Magyarországi helyzet
A hazai közigazgatási jogalkotás történetében a férfi és nő merev társadalmi nemi felosztáson között vagy azokon kívül elhelyezkedő nemi önazonosság hivatalos okmányokban történő bejegyzésére még sosem adódott lehetőség.

### Az első gyűlöletbeszéd kampányok
A transzfeminizmus 2010-es évek eleji hazai begyűrűzésére visszacsapásként reagálva a nyilvánosságban 2016 februárjától jelentek meg a magukat radikális feministának valló cisznemű nők részéről a hangsúlyozottabban, a transzfeminizmust és a queerelméletet komolyabban vagy akár agresszíven elutasító, identitáspolitikát kritizáló vélemények. A transz kirekesztő radikális feminizmus (Trans-exclusionary radical feminism – TERF) gender abolicionista (azaz elvileg a nemi szerep elnyomása alól felszabadító, lényegében a nemi identitások létezését tagadó) híveinek erősen transznőgyülölő, valójában a közösséget bomlasztó megnyilvánulásai nyár óta gerjesztenek heves és megosztó vitákat a nőmozgalmon belül, amelyek azóta már többnyire konszolidálódtak. Hosszú távú eredménye a liberális és a radikális baloldali vagy szociáldemokrata meggyőződésű feministák éles eltávolodása lett egymástól.

### A transzneműek jogfosztásai
A nem jogi elismerésének (azaz a hivatalos név- és nemváltoztatás) lehetőségéhez 2003 óta létezett egy orvosi szakvélemények alapján, ugyanakkor egészségügyi beavatkozások elvégzésének kötelezettsége nélküli intézhető adminisztrációs gyakorlat, ami 2016-ban kezdett el először akadozni, majd pedig 2018 óta szünetelt. (Az eljárást 2017-ig jogszabály nem szabályozta, a szokásjog alapján az anyakönyvi szervhez kellett fordulni egy pszichiáter, egy klinikai szakpszichológus és egy urológus / nőgyógyász által kiállított szakvéleménnyel.) 2020. március 31-én (a Transznemű Láthatóság világnapján) Semjén Zsolt miniszterelnök-helyettes benyújtott a parlament felé egy törvénymódosító javaslatcsomagot („salátatörvényt”), amelynek 33. §-a a születési nemet állapítja meg az anyakönyvbe bejegyzett hivatalos nemként, ami utólag nem változtatható meg. A módosítást május 19-én fogadta el az országgyűlés fideszes többsége, utána Áder János köztársasági elnök május 28-án írta alá. A jogfosztó döntés ellen az érintetteken kívül számos civil szervezet mellett nagykövetségek és Európai Parlamenti képviselők, továbbá az ENSZ több biztosa is határozott tiltakozásukat fejezték ki. Az Emberi Jogok Európai Bíróságának ítélete szerint Magyarországnak biztosítania kell a magyar és az országban letelepedett külföldi állampolgárok számára a nemük jogi elismerését.
Az országgyűlés 2020. december 15-én megszavazta a 2012 óta hatályos alaptörvény kilencedik módosítását, amelybe belefoglalták a következő mondatokat: „Magyarország védi a gyermekek születési nemének megfelelő önazonossághoz való jogát, és biztosítja a hazánk alkotmányos önazonosságán és keresztény kultúráján alapuló értékrend szerinti nevelést.”, továbbá: „Az anya nő, az apa férfi.”. Ezzel a módosítással alaptörvényi szintre emelte és megakadályozza a transznemű emberek nemének jogi elismerését és az azonos nemű párok gyerekvállalási lehetőségét.
Az Emberi Jogok Európai Bírósága 2023. június 22-én Strasbourg-ban kimondta, hogy a transznemű emberek nem- és névváltoztatási lehetőségének jogalkotói akadályozásával Magyarország megsértette az Emberi jogok európai egyezményét.
A kormány az alaptörvény 2025. március 11-én benyújtott 15. módosítása szerint a preambulumba belefoglalná az "Az apa férfi, az anya nő." kitétel elé - a bibliai teremtéstörténetre utaló indoklással a nőket alárendelt státuszba helyezve - "Az ember férfi vagy nő." definiciót. Emellett a születéskor kijelölt nemmel nem egyező nemi identitás szerinti megkülönböztetés és zaklatás tilalmát pedig törölnék az egyenlő bánásmódról szóló törvényből. A módosítás április 15-én lépett hatályba. Az Európai Bíróság március 13-án keltezett döntése alapján a GDPR kötelezi a magyar hatóságokat a transznemű emberek nemi identitásának jogi elismerésére.

## Diszkrimináció
2008-ban az Amerikai Egyesült Államokban végzett National Transgender Discrimination Survey (nemzeti transzneműdiszkrimináció-felmérés) kitöltői között többségben voltak azok, akik nemként „egy itt nem felsorolt nemet” (a gender not listed here) adtak meg. Ezen válaszolók 9 százalékponttal (33%) gyakrabban mondtak le egészségügyi ellátásról, mint a felmérés résztvevői összességében. 90%-uk jelezte, hogy a munkahelyükön transznemű-ellenes diszkriminációnak vannak kitéve, és 43%-uk volt már túl öngyilkossági kísérleten.
2017-ben a Transgender Europe (TGEU) öt európai országban végzett felmérése arra az eredményre jutott, hogy a nembináris emberek az egészségügyi ellátórendszerben más transznemű emberekhez képest hátrányos helyzetben vannak, és transznemű-specifikus szolgáltatások igénybevétele előtt gyakran bizonyítaniuk kell, hogy „kellő mértékben transzneműek”.
A 2014-ben Magyarországon végzett TransCare felmérés 253 transz* válaszadójának – a nemi identitás szerinti megoszlásért lásd a táblázatot – 53,7%-a gondolt már komolyan arra, hogy öngyilkosságot kövessen el; az ő 44,4%-uk már túl is volt öngyilkossági kísérleten, 32,5% egynél többön is. A válaszadók 19,4%-a számolt be arról, hogy az egészségügyi ellátórendszerben megtagadták a kezelését, 19,0%-nak pedig orvost kellett váltania annak negatív reakciója miatt. Egészségügyi szolgáltatások igénybevétele során 20,6%-ukat zaklatták vagy alázták meg, 3,2%-ukat bántalmazták tettlegesen is.
A válaszadók 32,9%-a számolt be arról, hogy nem vett igénybe kezelést megkülönböztetéstől vagy intoleranciától való félelme miatt. Összességében a válaszadók 26,1%-a „tapasztalta, hogy nemi identitása vagy nemi önkifejezése miatt egészségügyi intézményben, rendelésen stb. diszkrimináció érte.” A válaszadók 61,7%-a „kerül bizonyos helyeket azért, mert fél, hogy ott esetleg megtámadják, megfenyegetik, vagy zaklatják nemi identitása vagy nemi önkifejezése miatt”. A Háttér Társaság 2010-es 155 fős mintájú nem reprezentatív kutatása szerint a transz válaszadók 55%-át érte már diszkrimináció nemi identitása miatt; nem ismert, hogy a mintában mekkora volt a nembináris emberek aránya.
2018-ban az Ipsos 27 országban végzett kutatást, amiben a transzneműséghez és transzneműekhez való hozzáállást vizsgálták; ez a kutatás nem nembináris-specifikus.
A kutatás magyarországi részén 500 fős reprezentatív mintán dolgoztak. A magyarországi válaszadók 76%-a mondta, hogy ritkán vagy egyáltalán nem találkozik transznemű emberekkel, 44% tartotta a transzneműséget természetesnek, 24% mondta azt, hogy a transzneműek meggyalázzák a hagyományokat. A válaszadók 52%-a támogatja a transzneműek diszkrimináció elleni törvény általi védelmét.

## Megszólítások és névmások

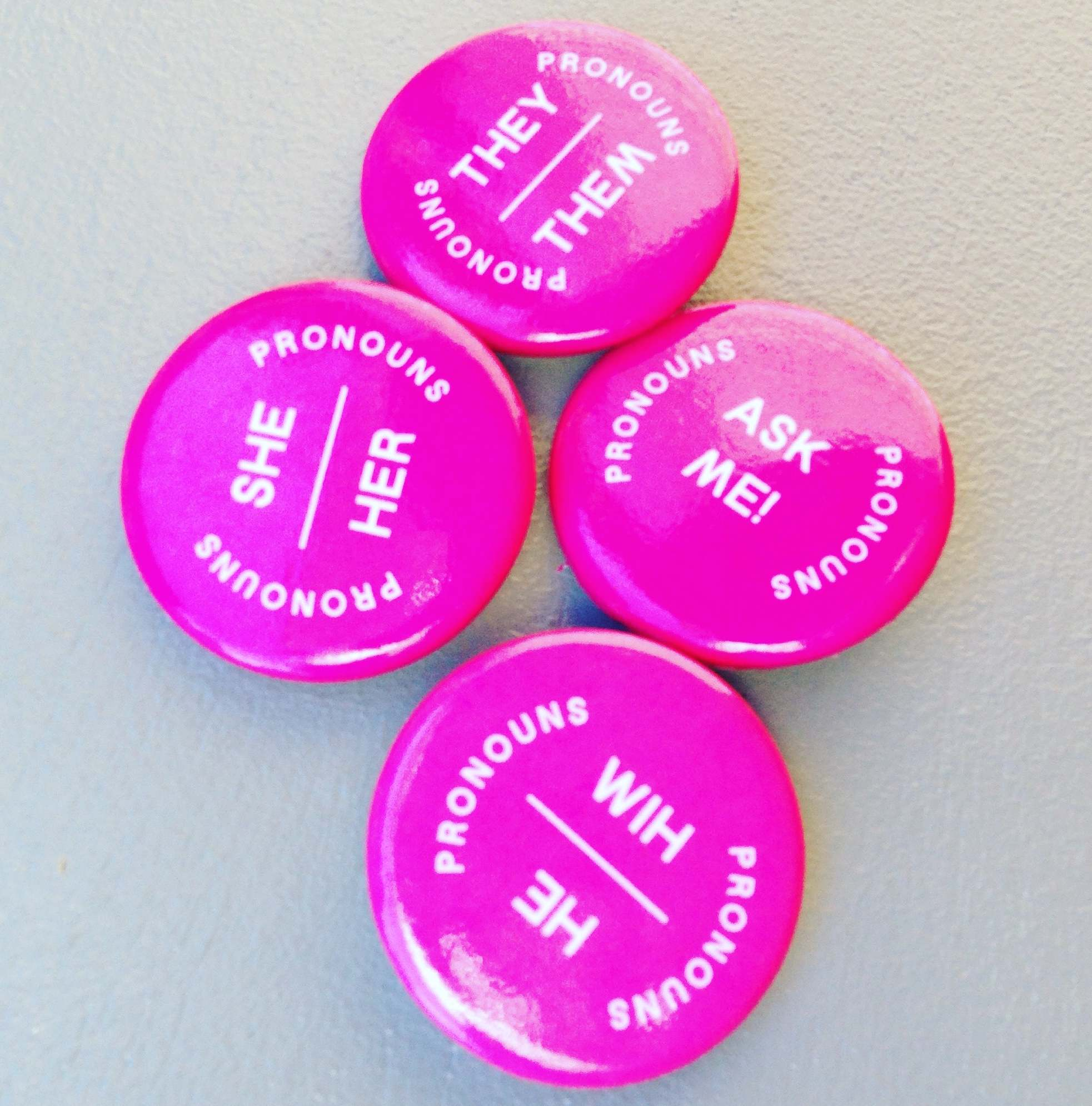
A megfelelő névmásokat jelző kitűzők a XOXO Art and Technology Festivalon Portlandben, 2016

- Felmérések a névmásokról (2015–2021)
- Az egyes számú „they” (USA, UK)
- Megszólítások

Az olyan nyelvekben illetve kultúrákban, amik megkülönböztetnek nemek szerint eltérő személyes névmásokat és megszólításokat, nem triviális kérdés, hogy egyes nembináris emberek esetében ezek közül melyik alkalmazandó. Az adott személy által választott személyes névmást gyakran annak toldalékolt alakjaival együtt szokás megadni (lásd a képet).
Számos nembináris ember nemsemleges névmásokat, azaz olyan változatokat preferál, amelyek nem egyértelműen a férfi vagy női nemhez kapcsolódnak.
Minden tizedik nembináris azt szeretné, hogy rá vonatkozó mondatokban csak a nevét használják, névmásokat ne.
Az angol nyelvben a legelterjedtebb megoldás a they (ők) személyes névmás használata egyes számban: például az „ő egy énekes” magyar mondat megfelelője a „they are a singer”, nem pedig „he is a singer” vagy „she is a singer.”

### Felmérések a névmásokról
2015-ben egy 28 000 amerikai transznemű személy részvételével készült felmérésben a válaszadók 84%-a mondta, hogy nem azokat a névmásokat használja, amik a születéskor adott nemének felelnek meg. A National Center for Transgender Equality (NCTE) által végzett online felmérés a következő adatokat szolgáltatta:
| 37% he…his (ő, hímnem) 37% she…her (ő, nőnem) 29% they…their (egyes számú ők) 20% nincs speciális elvárása 04% csak a nevükön nevezve szeretne lenni, nem használ névmásokat 04% a kérdőíven nem szereplő névmásokat használ |

A válaszadók 35%-a azonosult nembinárisként vagy genderqueerként.
 Az évente végzett világszintű Gender Census 2021 elején közel 44 500 „gender diverse” személynek tette fel a következő kérdést: „Ha minden személyes névmás mindenki által elfogadott és könnyen megtanulható lenne, melyiket szeretnéd magadra vonatkozóan használni?” (A táblázatban szereplő névmásoknak nincs magyar megfelelőjük.) 2015 óta a névmások toplistáját a they vezeti:
| Névmások                                                         | 2021   | < 31          | > 30          | 2020   | 2019   | 2018   | 2017  | 2016  | 2015  |
| ---------------------------------------------------------------- | ------ | ------------- | ------------- | ------ | ------ | ------ | ----- | ----- | ----- |
| they…them…their…theirs…themself (egyes szám)                     | 79,2%  | 80%           | 75%           | 77,5%  | 79,5%  | 77,4%  | 80,5% | 77,5% | 74,4% |
| he…him…his…his…himself (férfi)                                   | 33,8%  | 35%           | 22%           | 30,5%  | 30,8%  | 31,2%  | 27,9% | 23,4% | 21,8% |
| she…her…her…hers…herself (női)                                   | 31,7%  | 31%           | 36%           | 29,0%  | 29,0%  | 30,9%  | 29,2% | 25,0% | 23,9% |
| – nem használ névmásokat vagy kerüli azokat (csak nevet használ) | 12,6%  | 12%           | 18%           | 13,7%  | 10,3%  | 10,1%  | 10,7% | 11,0% | 13,2% |
| it…its…its…itself                                                | 9,3%   | 10%           | 4%            | 5,6%   | 4,4%   | 4,5%   | 4,7%  | 4,8%  | 5,7%  |
| xe…xem…xyr…xyrs…xemself                                          | 8,5%   | 9%            | 7%            | 7,4%   | 7,2%   | 7,4%   | 8,2%  | 9,7%  |       |
| fae…faer…faer…faers…faeself                                      | 6,1%   | 6%            | 4%            | 5,4%   | 4,3%   | 3,9%   | 4,1%  | 4,1%  |       |
| e…em…eir…eirs…emself (Spivak-névmások)                           | 4,3%   | 4%            | 6%            | 4,6%   | 5,2%   | 5,3%   | 4,8%  | 7,4%  | 9,3%  |
| ze…hir…hir…hirs…hirself                                          | 4,2%   | 4%            | 5%            | 4,4%   | 4,7%   | 5,3%   | 6,1%  | 8,7%  | 13,1% |
| Megkérdezett „gender diverse” válaszadók:                        | 44 583 | 88% (kor) 12% | 88% (kor) 12% | 24.576 | 11 242 | 11 278 | 9934  | 3055  | 2901  |
| Ebből nonbinary (lásd fent):                                     | 68,2%  | 69%           | 63%           | 66,4%  | 66,6%  | 60,6%  | 65,8% | 64,6% | 63,7% |

A válaszadók 11%-a minden névmást elfogad, 9% pedig a „kételkedő vagy nem tudja” választ adta.
35% csak egyfajta névmást használ, ugyanennyien használnak két névmást vagy fogadják el két névmás használatát (ezek leggyakrabban a hímnemű he és a semleges they); 15% három és 4% négy különböző névmást is elfogad.

### Az egyes számú „they”
A Merriam-Webster’s Dictionary, a legrégebbi amerikai angol szótár 2019 szeptembere óta tartalmazza a személyes névmás they következő jelentését:
| (angolul) "used to refer to a single person whose gender identity is nonbinary (see nonbinary sense c)" | (magyarul)„nembináris nemi identitású személyre vonatkozó utalásnál használatos (lásd nonbinary c) jelentés)” |
| | |

A szótár szerkesztősége ennek kapcsán jelezte, hogy a they egyes számban való alkalmazása már a késő 14. század óta ismeretes; hasonlóan a you („te”) is eredetileg többes számot jelölt (a you are kétféle jelentése „ti vagytok” és „te vagy”); a they nembináris jelentésére az 1950-es évek óta vannak példák. Az Oxford English Dictionary szótárban is szerepel a they nembináris jelentésben.
A Washington Post amerikai napilap 2015 végétől használja a they szót a fenti jelentésben. 
Ezt 2017 márciusában követte az Associated Press (AP) hírügynökség, ami ekkor vette fel a they nembináris jelentését az AP Stylebook nyelvi útmutatóba. Szintén 2017-ben jelent meg az első nemsemleges névmásokat használatát vizsgáló tanulmány; korábban ezeket alig használták tudományos szövegekben.
A Chicago Manual of Style nagy hatású amerikai nyelvi útmutató 2018-as 17. kiadása megengedi az egyes számú they használatát mind szóbeli, mind informális írásos kommunikációban. Formális szövegekben a használat csak olyan személyre vonatkozóan engedélyezett, akik nem azonosulnak sem a he, sem a she névmásokkal.
2019 márciusában egy kutatás arra az eredményre jutott, hogy a nemsemleges névmások használata elősegíti a nők és az LMBTQ-emberek elfogadottságát. 2019 végén az észak-amerikai American Dialect Society (Amerikai Dialektustársaság) a they névmást választotta az évtized szavának, az év szava pedig a (my) pronouns („az én névmásaim”) lett. Mindkét döntést azzal indokolták, hogy a névmások a nyelv alapvető részeiként a társadalmi változások indikátoraivá váltak. A társaság már korábban, 2015-ben is a they névmást választotta az év szavának. 2021 januárja óta az USA szövetségi kormányzati weboldalain az űrlapokon lehetőség van a névmásválasztásra: a they/them is a választható személyes névmások közé tartozik.

### Megszólítások
A Webster’s szótár szerint nemsemleges Mx. (kiejtés: [məks], [miks] vagy [mɪks], kb. mix) megszólítás használata 2016-ban növekedett meg mint a bináris Mr. és Mrs. alternatívája; az Mx. első ismert használata 1977-ből származik.
Egy évvel ez előttől listázza az Oxford English Dictionary a Mx-et mint megszólítást (a brit helyesírásban pont nélkül).
A 2019-es világszintű Gender Census 11 000 válaszadója közül 33% szerette volna a megszólítások elhagyását, 31% preferálta a Mx.-et, 8,7% a Mr.-t, 4,7% a Ms.-t; 5,5% nemsemleges tudományos megszólításokat (prof., dr.) preferált.
A 2021-es Gender Censusban szerepelt a következő kérdés: „Feltéve, hogy az űrlapokon valamennyi megszólítás mezeje szabadon kitölthető lenne, angolul melyik megszólítást preferálod magadra nézve?” A válaszadók mindössze 12%-a mondta magát 30 éven felülinek. A válaszok között 2019 óta ismét a „megszólítás nélkül vezet:
| Megszólítás/Cím                              | 2021  | < 31 | > 30 | 2020  | 2019  | 2018  | 2017  | 2016  | 2015  |
| -------------------------------------------- | ----- | ---- | ---- | ----- | ----- | ----- | ----- | ----- | ----- |
| megszólítás nélkül                           | 34,7% | 13%  | 34%  | 34,4% | 33,0% | 32,4% | 30,8% | 32,9% | 50,3% |
| Mx                                           | 24,7% | 10%  | 25%  | 28,0% | 31,3% | 32,6% | 29,6% | 34,4% | 32,0% |
| Mr                                           | 8,2%  | 3%   | 9%   | 8,6%  | 8,7%  | 8,5%  | 5,0%  | 3,0%  | 4,8%  |
| szakmai/tudományos megszólítás (nemsemleges) | 7,3%  | 3%   | 7%   | 5,3%  | 5,5%  | 5,4%  |       |       |       |
| Ms                                           | 4,9%  | 2%   | 5%   | 4,9%  | 4,7%  | 5,7%  | 2,8%  | 2,6%  | 3,6%  |
| ismeretlen                                   | 4,3%  | 2%   | 5%   | 3,9%  | 3,5%  | 3,2%  | 4,4%  | 2,4%  |       |
| Miss                                         | 3,7%  | 2%   | 4%   | 3,3%  | 3,1%  | 3,5%  | 2,4%  | 1,8%  | 3,3%  |
| Ind („Individuum”)                           | 3,7%  | 2%   | 4%   | 3,3%  | 3,0%  | 3,0%  | 3,8%  | 2,5%  |       |
| hangulatfüggő                                | 3,6%  | 1%   | 4%   | 2,7%  | 2,2%  | 2,0%  | 1,4%  | 1,0%  |       |
| nembináris megszólítás                       | 2,1%  | 1%   | 2%   | 2,6%  | 2,5%  | 1,5%  | 2,7%  | 3,6%  |       |

Joe Biden amerikai elnök 2021-es hivatalba lépése után egyik első intézkedésével bevezette a nemsemleges Mx megszólítás lehetőségét a szövetségi kormány internetes felületein. A weboldalon emellett névmások egy listájából is lehet választani, ezek között szerepel a nemsemleges they/them.

## Jeles napok
Július 14-én tartják a nemzetközi nembináris napot (International Non-Binary People’s Day): ez a naptárban a márciusi nemzetközi nőnap és a novemberi nemzetközi férfinap között pont félúton helyezkedik el. Az erre vonatkozó javaslat 2012-ben egy kanadai blogon jelent meg először. 2019-ben többek között az amerikai Newsweek magazin is hírt adott a nemzetközi nembináris napról.
2009 óta március 31-én van a nemzetközi transz* láthatósági nap (International Transgender Day of Visibility, TDoV): ennek célja a transznemű és gender-nonkonform személyek teljesítményének és sikereinek bemutatása.
2005 óta május 17. a homofóbia, transzfóbia és bifóbia elleni világnap (International Day Against Homophobia, Biphobia, Interphobia and Transphobia: IDAHOBIT): ennek célja a szexuális orientáció vagy nemi identitás miatti diszkriminációra való figyelemfelhívás.
Október 11-én tartják az előbújás napját (Coming Out Day: COD), aminek központjában az előbújás áll.
1998 óta november 20. a transzfóbia áldozatainak emléknapja (Transgender Day of Remembrance: TDOR): ezen a transzfób erőszak áldozataira emlékeznek.

## Fordítás
- Ez a szócikk részben vagy egészben  a   Nichtbinäre Geschlechtsidentität című német Wikipédia-szócikk ezen változatának fordításán alapul.  Az eredeti cikk szerkesztőit annak laptörténete sorolja fel. Ez a jelzés csupán a megfogalmazás eredetét és a szerzői jogokat jelzi, nem szolgál a cikkben szereplő információk forrásmegjelöléseként.